# 足立ライト工業所
株式会社足立ライト工業所（あだちらいとこうぎょうしょ、英: ADACHI LIGHT Inc.,）は、愛知県小牧市に本社を置くパチンコ部品メーカーである。

## 概要
研究開発からデザイン、設計、製造、販売までを一貫して行い、多くのパチンコメーカーと取り引きを行っている。

## 沿革
- 1954年 - 名古屋市千種区で創業
- 1960年 - 遊技機業界との取り引きを開始
- 1962年 - 法人改組し株式会社足立ライト工業所を設立、愛知県春日井市上田楽町に春日井工場を開設
- 1969年 - 春日井工場に本社を移転
- 2000年 - 現所在地に本社及び工場を移転
- 2013年 - 第二工場を開設

## 事業所
- 本社（愛知県小牧市）
- 名古屋事業所（愛知県名古屋市千種区）
- 東京開発センター（東京都港区）